# Ижевская улица (Казань)
Ижевская улица (тат. Ижау урамы) — улица в Авиастроительном районе Казани, в микрорайоне Караваево. 
Проходит с юга на север от пересечения улицы Олега Кошевого с улицей Дементьева до территории Казанского авиационного завода имени С. П. Горбунова. Пересекается с улицами Дементьева, Олега Кошевого и Максимова.

## История
Формирование Ижевской улицы, располагающейся на территории посёлка Караваево, напрямую связана со строительством авиационного комбината («Казмашстроя»).
Улица проходит от Площади Моторостроителей вдоль Казанского моторостроительного производственного объединения до разворота с улицы Петра Витера на улицу Максимова, затем — вдоль Казанского авиационного завода имени С. П. Горбунова (параллельно улице Дементьева) до Торгового комплекса «Караваево» (ул. Дементьева, д. 72) и уходит на территорию завода.

## Современное состояние
Общая протяжённость улицы составляет 1046 метров.
Большинство зданий, расположенных на улице Ижевская, имеют нумерацию по улице Дементьева.
Между улицей Ижевская и проезжей частью улицы Дементьева находятся:
- МБОУ «Лицей № 145» Авиастроительного района г. Казани, созданное в 1991 году,[3]

- ФГКУ «Специальное управление Федеральной противопожарной службы № 35 МЧС России».[4]

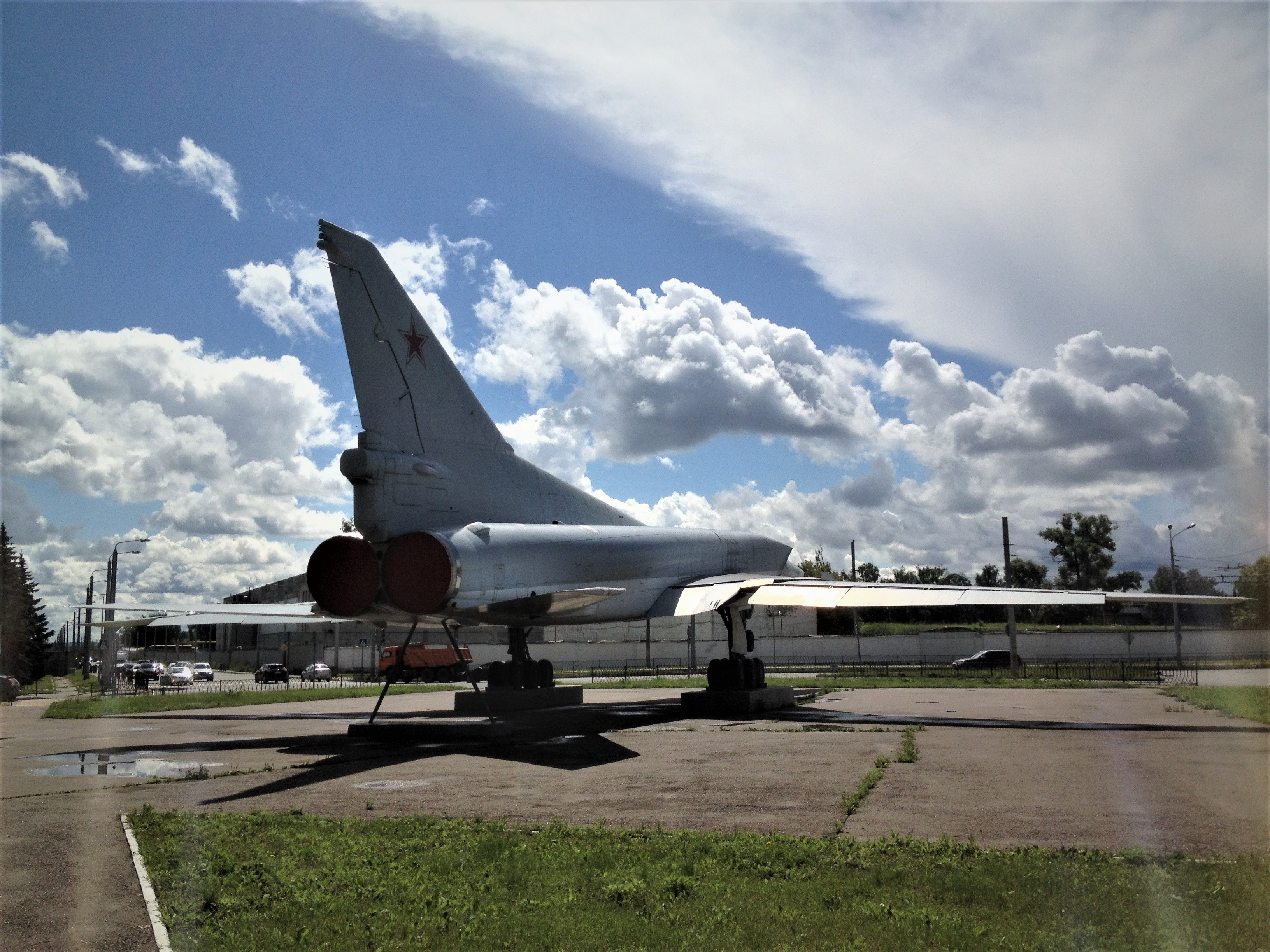
Пересечение улицы Ижевская с улицей Максимова
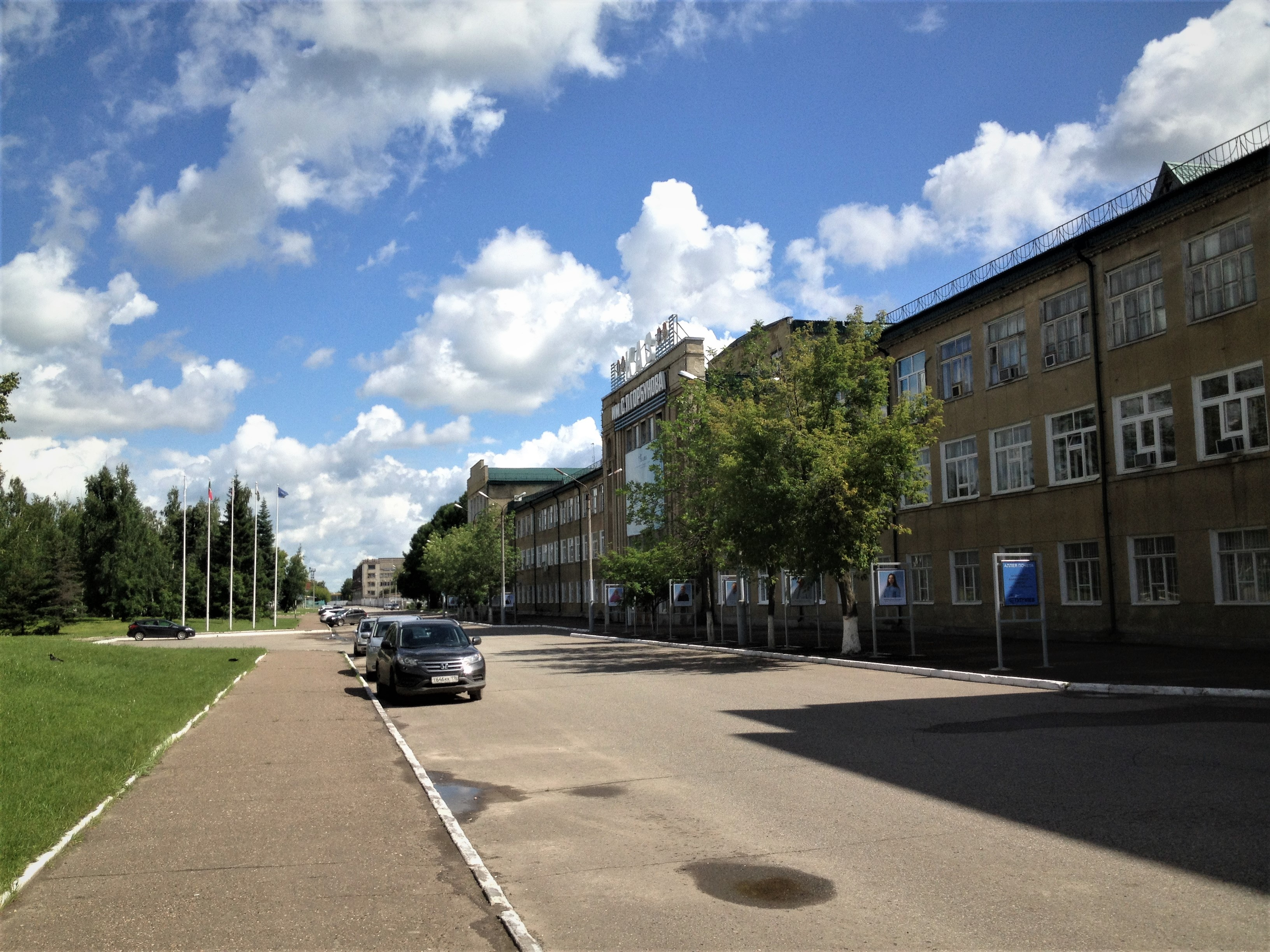
Административные корпуса Казанского авиационного завода имени С. П. Горбунова
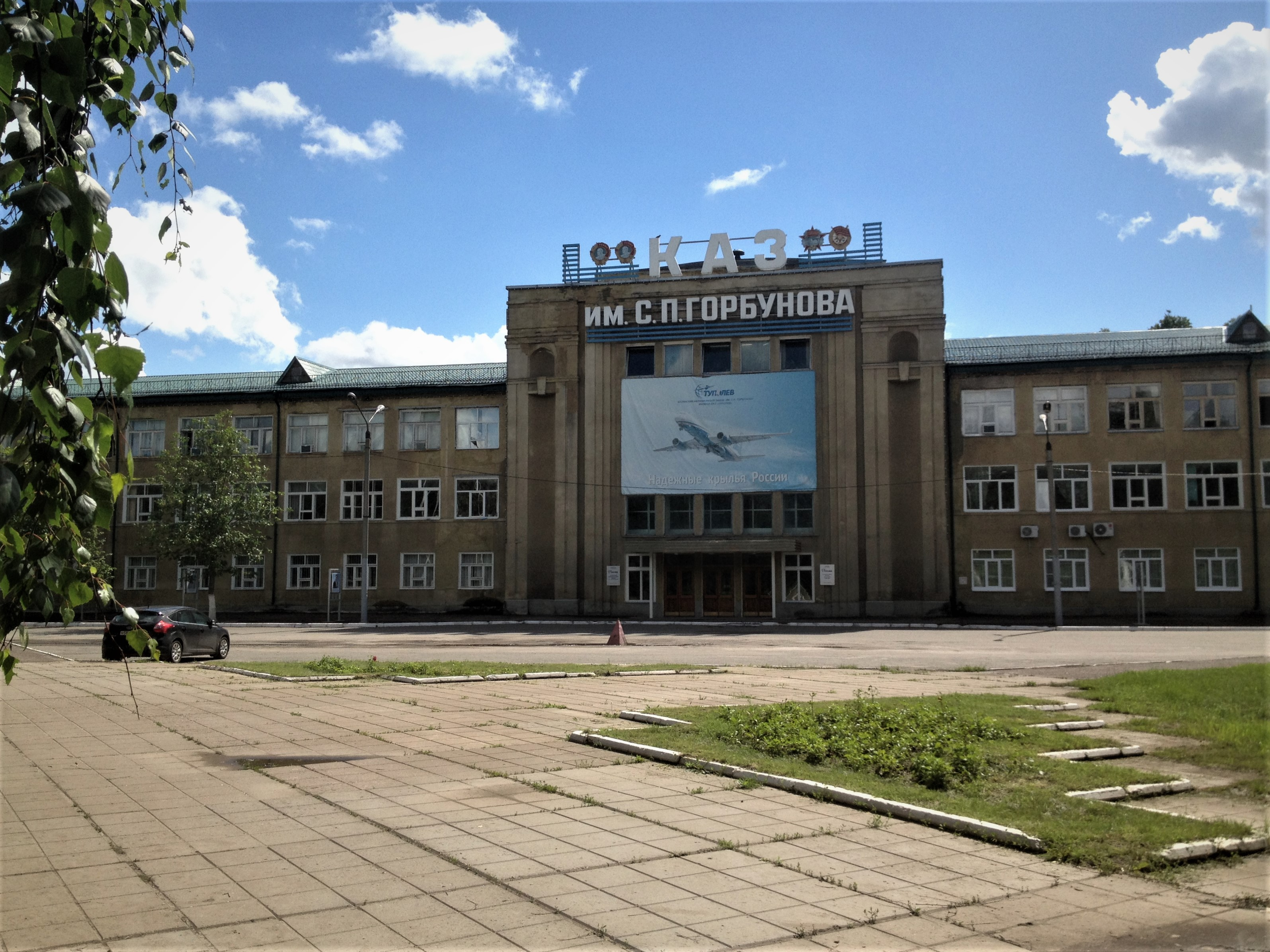
Административное здание Казанского авиационного завода имени С. П. Горбунова

## Объекты

### «Караваевский парк»
Между улицей Ижевская и административными зданиями Казанского авиационного завода имени С. П. Горбунова находится «Караваевский парк», на территории которого сооружён мемориал (обелиск) в честь работников завода, погибших во время Великой Отечественной войны («Три штыка»), и установлен самолет Ту-22М3.

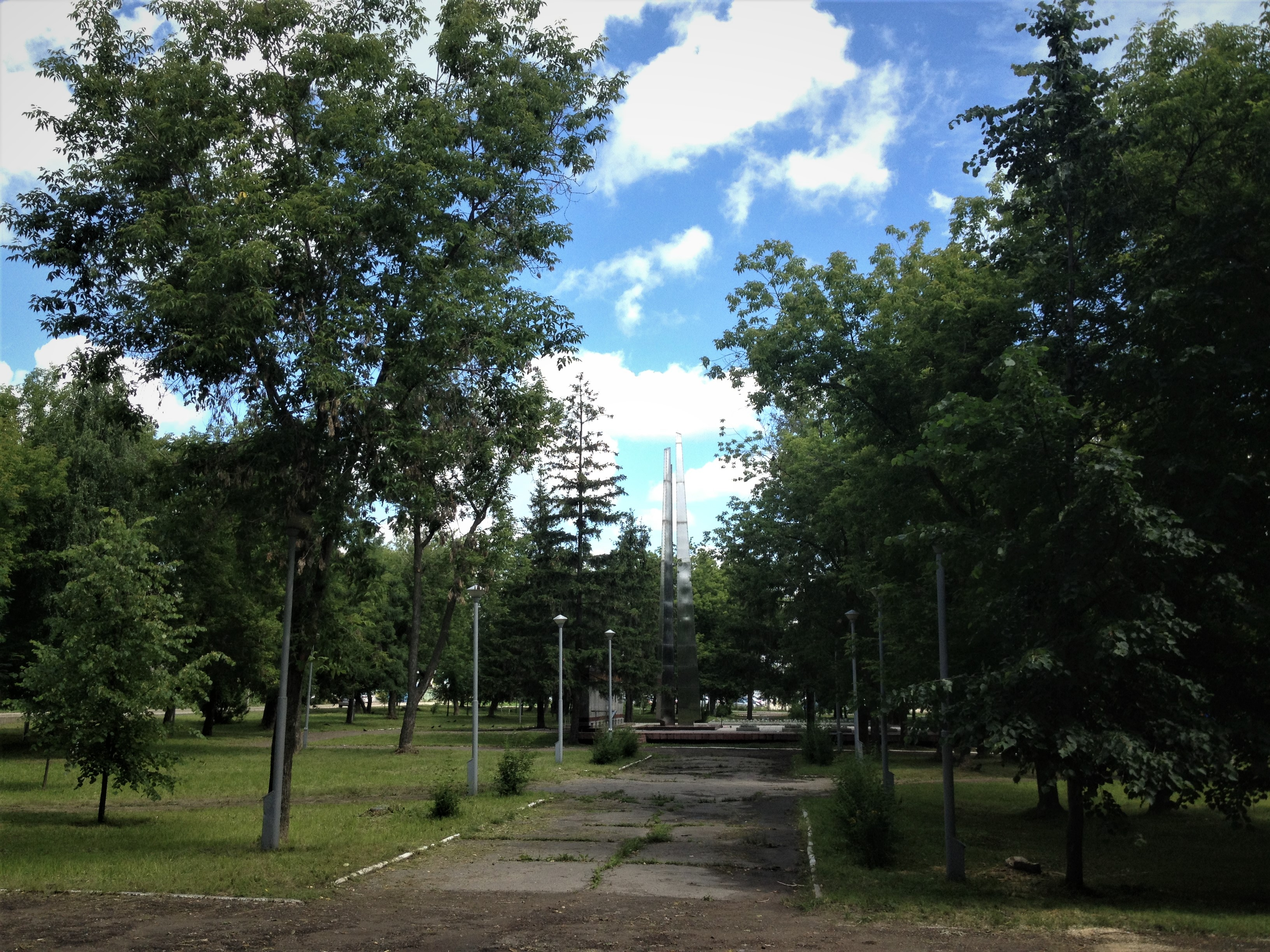
Караваевский парк
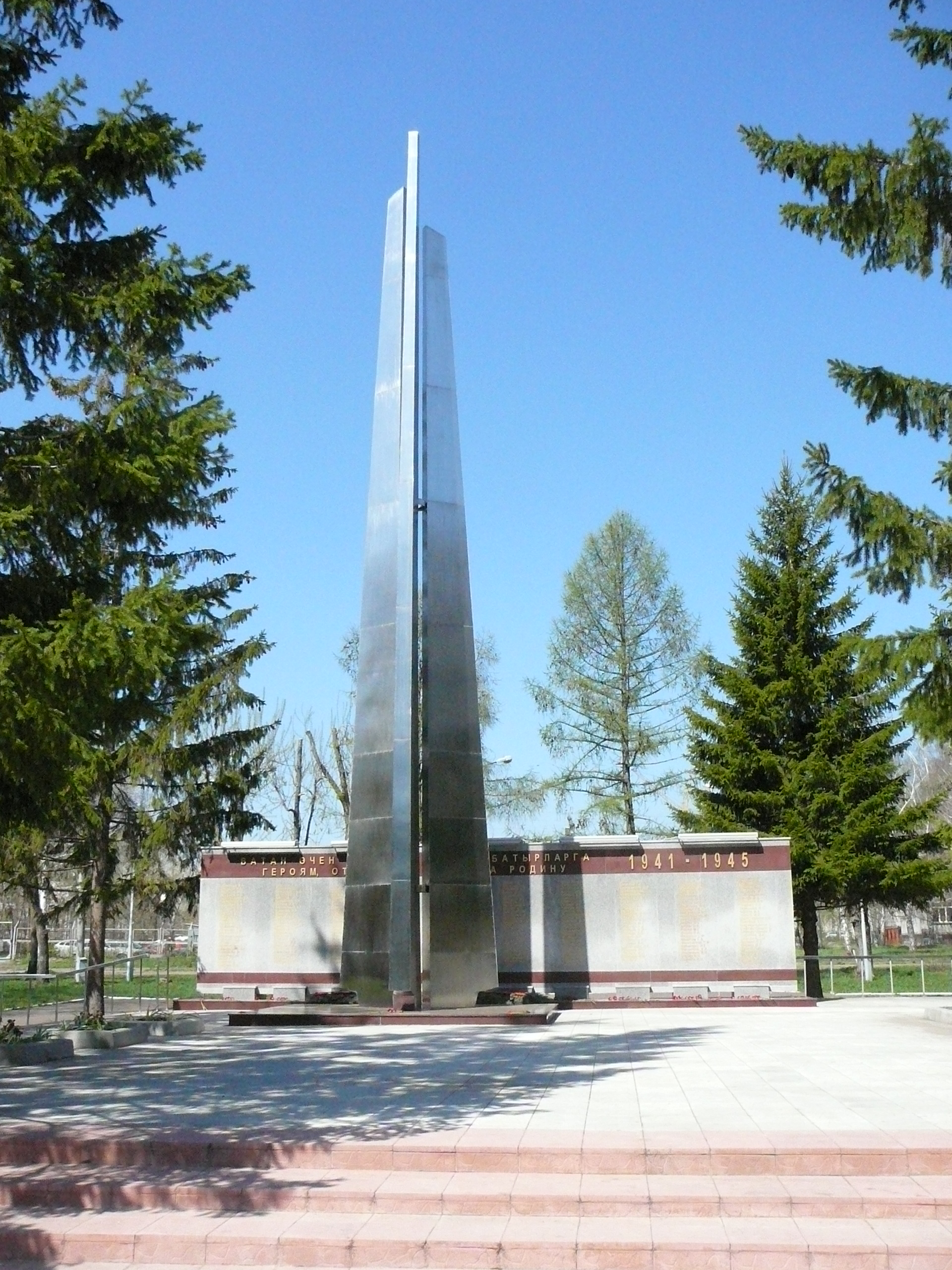
Мемориал (обелиск) в честь работников завода, погибших во время Великой Отечественной войны

### Компании
По адресу: ул. Ижевская, д. 2, располагаются: 
- Строительная компания «Казспецстроймонтаж»,[6]

- Строительная компания «Сайяр»,[7]

- Полиграфическая компания «Печатное Дело».[8]

По адресу: ул. Ижевская, д. 2 к. 1, размещается Автосервис «СтоАвто».